# Disophrys nigrivertex
Disophrys nigrivertex är en stekelart som beskrevs av Embrik Strand 1911. Disophrys nigrivertex ingår i släktet Disophrys och familjen bracksteklar. Inga underarter finns listade i Catalogue of Life.